# Полет 733 на „Ейжиана Еърлайнс“
Полет 733 на „Ейжиана Еърлайнс“ е вътрешен пътнически полет на „Ейжиана Еърлайнс“‎ от международното летище „Сеул-Гимпо“, Сеул, до летище „Мокпо“, Мокпо, Южна Корея. На 26 юли 1993 г. самолетът „Боинг 737-5L9“, който изпълнява полета, се разбива в района на Хвавон в окръг Хаенам, провинция Южна Джеола, след два неуспешни опита за кацане на летище „Мокпо“ при силен дъжд и вятър. Умират 68 от 116 пътници и екипаж на борда.
Една от причините за катастрофата, е оборудването на летище „Мокпо“, което довежда до извършване на прекомерни опити за кацане от страна на пилотите в някои случаи. Прокурорът, който отговаря за разследването, заключава, че самолетът извършва неволно кацане, защото пилотите не разбират ситуацията. При катастрофата загиват и двамата пилоти. От Министерството на транспорта казват, че действията на капитана причиняват катастрофата, а разследване потвърждава, че пилотът допуска грешка, когато минава над планински връх.
Авиокомпанията изплаща обезщетение на семействата на жертвите. В допълнение, по това време транспортният отдел планира да построи международното летище „Муан“ в окръг Муан, провинция Джеола. Когато международното летище „Муан“ е открито през 2007 г., летище „Мокпо“ е затворено и превърнато във военна база. Инцидентът е причината „Ейжиана Еърлайнс“‎ да отмени поръчката си за „Боинг 757-200“ и вместо това да поръча „Еърбъс A321“.
Полет 733 е най-смъртоносният авиационен инцидент в Южна Корея по това време. Той е надминат от полет 129 на „Чайна Еър“, който се разбива на 15 април 2002 г. със 129 жертви. Това е и най-смъртоносният инцидент с „Боинг 737-500“ по това време и е надминат от полет 821 на „Аерофлот“, който се разбива на 14 септември 2008 г. с 88 жертви. Към 2024 г. полет 733 остава вторият най-смъртоносен инцидент и в двете категории.